# Comitatul Big Horn, Montana
Comitatul Big Horn  (engleză Big Horn County) este unul din cele 56 comitate ale statului american  Montana. Conform recensământului din 2000, populația era de 12.671 locuitori. Sediul comitatului este localitatea Hardin, Montana.

## Geografie
Conform datele înregistrate de United States Census Bureau, comitatul are o suprafață totală de 12.988 km², din care 12.936 km² este uscat și 51 km² reprezintă apă (0,40%). Majoritatea comitatului este ocupată de două rezervații indiene – Crow Indian Reservation acoperă 64,2 % din total, iar Northern Cheyenne Indian Reservation acoperă o altă suprafață ce reprezintă 6,37 %.

### Drumuri importante
- Interstate 90
- U.S. Highway 87
- U.S. Highway 212
- Montana Highway 313
- Montana Highway 314
- Montana Highway 47

### Comitate înconjurătoare
- Comitatul Carbon, Montana - vest
- Comitatul Yellowstone, Montana - nord-vest
- Comitatul Treasure, Montana - nord
- Comitatul Rosebud, Montana - nord-est
- Comitatul Powder, Montana - est
- Comitatul Sheridan, Wyoming - sud
- Comitatul Big Horn, Wyoming - sud-vest

### Zone protejate național
- Bighorn Canyon National Recreation Area (parțial)
- Little Bighorn Battlefield National Monument

## Demografie
|  | Graficele sunt indisponibile din cauza unor probleme tehnice. Mai multe informații se găsesc la Phabricator și la wiki-ul MediaWiki. |

Date: Wikidata - grafică realizată de Wikipedia